# Greetwell (West Lindsey)
Greetwell est une paroisse civile et un village du Lincolnshire, en Angleterre.